# Women's Super League 2023-24
La Women's Super League 2023-24 (también conocida como Barclays FA Women's Super League por motivos de patrocinio) fue la decimotercera edición de la Women's Super League, máxima división de fútbol femenino en Inglaterra. En ella participan 12 equipos y los tres primeros en la tabla, se clasifican para la Liga de Campeones Femenina de la UEFA.

## Equipos
| Equipo                 | Ubicación            | Estadio              | Capacidad | temporada 2021–22    |
| ---------------------- | -------------------- | -------------------- | --------- | -------------------- |
| Arsenal                | Borehamwood          | Meadow Park          | 4.502     | 3º                   |
| Aston Villa            | Walsall              | Bescot Stadium       | 11.300    | 5º                   |
| Brighton & Hove Albion | Crawley              | Broadfield Stadium   | 5.800     | 11º                  |
| Bristol City           | Bristol              | Ashton Gate Stadium  | 27.000    | Segunda División, 1º |
| Chelsea                | Kingston upon Thames | Kingsmeadow          | 4.850     | 1º                   |
| Everton                | Liverpool            | Walton Hall Park     | 2.200     | 6º                   |
| Leicester City         | Leicester            | King Power Stadium   | 32.212    | 10º                  |
| Liverpool              | Birkenhead           | Prenton Park         | 16.547    | 7º                   |
| Manchester City        | Mánchester           | Academy Stadium      | 7.000     | 4º                   |
| Manchester United      | Mánchester           | Leigh Sports Village | 12.000    | 2º                   |
| Tottenham Hotspur      | Leyton               | Brisbane Road        | 9.271     | 9º                   |
| West Ham United        | Dagenham             | Victoria Road        | 6.078     | 8º                   |

## Clasificación
| Pos. | Equipo                 | Pts. | PJ | G  | E | P  | GF | GC | Dif. | Clasificación o descenso             |
| ---- | ---------------------- | ---- | -- | -- | - | -- | -- | -- | ---- | ------------------------------------ |
| 1    | Chelsea (C)            | 55   | 22 | 18 | 1 | 3  | 71 | 18 | +53  | Fase de Grupos de Champions League   |
| 2    | Manchester City        | 55   | 22 | 18 | 1 | 3  | 61 | 15 | +46  | Ronda 2 Clasificación a la Champions |
| 3    | Arsenal                | 50   | 22 | 16 | 2 | 4  | 53 | 20 | +33  | Ronda 1 Clasificación a la Champions |
| 4    | Liverpool              | 41   | 22 | 12 | 5 | 5  | 36 | 28 | +8   |                                      |
| 5    | Manchester United      | 35   | 22 | 10 | 5 | 7  | 42 | 32 | +10  |                                      |
| 6    | Tottenham Hotspur      | 31   | 22 | 8  | 7 | 7  | 31 | 36 | −5   |                                      |
| 7    | Aston Villa            | 24   | 22 | 7  | 3 | 12 | 27 | 43 | −16  |                                      |
| 8    | Everton                | 23   | 22 | 6  | 5 | 11 | 24 | 37 | −13  |                                      |
| 9    | Brighton & Hove Albion | 19   | 22 | 5  | 4 | 13 | 26 | 48 | −22  |                                      |
| 10   | Leicester City         | 18   | 22 | 4  | 6 | 12 | 26 | 45 | −19  |                                      |
| 11   | West Ham United        | 15   | 22 | 3  | 6 | 13 | 20 | 45 | −25  |                                      |
| 12   | Bristol City (D)       | 6    | 22 | 1  | 3 | 18 | 20 | 70 | −50  | Descenso a la Championship           |

 Fuente: Women's Super League
Criterios de clasificación: 1) Puntos; 2) Puntos entre sí; 3) Goles a Favor;

## Resultados
| Local \ Visitante      | ARS | AVL | BHA | BRI | CHE | EVE | LEI | LIV | MCI | MUN | TOT | WHU |
| ---------------------- | --- | --- | --- | --- | --- | --- | --- | --- | --- | --- | --- | --- |
| Arsenal                |     | 2–1 | 5–0 | 5–0 | 4–1 | 2–1 | 3–0 | 0–1 | 2–1 | 3–1 | 1–0 | 3–0 |
| Aston Villa            | 1–3 |     | 1–0 | 2–2 | 0–6 | 1–2 | 2–2 | 1–4 | 1–2 | 1–2 | 2–4 | 1–1 |
| Brighton & Hove Albion | 0–3 | 0–1 |     | 3–2 | 0–3 | 1–2 | 2–2 | 0–1 | 1–4 | 2–2 | 1–3 | 0–2 |
| Bristol City           | 1–2 | 0–2 | 3–7 |     | 0–3 | 0–4 | 2–4 | 0–1 | 0–4 | 0–2 | 0–1 | 1–2 |
| Chelsea                | 3–1 | 3–0 | 4–2 | 8–0 |     | 3–0 | 5–2 | 5–1 | 0–1 | 3–1 | 2–1 | 2–0 |
| Everton                | 1–1 | 1–2 | 1–2 | 2–2 | 0–3 |     | 0–1 | 0–0 | 1–4 | 0–5 | 2–2 | 2–0 |
| Leicester City         | 2–6 | 0–1 | 2–3 | 5–2 | 0–4 | 1–0 |     | 0–4 | 0–1 | 0–1 | 1–1 | 1–1 |
| Liverpool              | 0–2 | 2–0 | 4–0 | 1–1 | 4–3 | 0–1 | 2–1 |     | 1–4 | 1–0 | 1–1 | 3–1 |
| Manchester City        | 1–2 | 2–1 | 0–1 | 5–0 | 1–1 | 2–1 | 2–0 | 5–1 |     | 3–1 | 7–0 | 5–0 |
| Manchester United      | 2–2 | 2–1 | 2–0 | 2–0 | 0–6 | 4–1 | 1–1 | 1–2 | 1–3 |     | 2–2 | 5–0 |
| Tottenham Hotspur      | 1–0 | 1–2 | 1–1 | 3–1 | 0–1 | 1–1 | 1–0 | 1–1 | 0–2 | 0–4 |     | 3–1 |
| West Ham United        | 2–1 | 2–3 | 0–0 | 2–3 | 0–2 | 0–1 | 1–1 | 1–1 | 0–2 | 1–1 | 3–4 |     |

## Estadísticas

### Máximas goleadoras
| Puesto | Jugadora           | Club                   | Goles |
| ------ | ------------------ | ---------------------- | ----- |
| 1      | Khadija Shaw       | Manchester City        | 21    |
| 2      | Lauren James       | Chelsea                | 13    |
| 2      | Elisabeth Terland  | Brighton & Hove Albion | 13    |
| 4      | Alessia Russo      | Arsenal                | 12    |
| 5      | Aggie Beever-Jones | Chelsea                | 11    |
| 5      | Lauren Hemp        | Manchester City        | 11    |
| 7      | Amalie Thestrup    | Bristol City           | 9     |
| 8      | Rachel Daly        | Aston Villa            | 8     |
| 8      | Beth Mead          | Arsenal                | 8     |
| 8      | Sjoeke Nüsken      | Chelsea                | 8     |
| 8      | Nikita Parris      | Manchester United      | 8     |

### Más vallas invictas
| Puesto | Jugadora             | Club                   | Vallas invictas |
| ------ | -------------------- | ---------------------- | --------------- |
| 1      | Khiara Keating       | Manchester City        | 9               |
| 2      | Mary Earps           | Manchester United      | 7               |
| 3      | Hannah Hampton       | Chelsea                | 6               |
| 4      | Courtney Brosnan     | Everton                | 5               |
| 4      | Rachael Laws         | Liverpool              | 5               |
| 4      | Manuela Zinsberger   | Arsenal                | 5               |
| 7      | Zećira Mušović       | Chelsea                | 4               |
| 8      | Teagan Micah         | Liverpool              | 3               |
| 9      | Mackenzie Arnold     | West Ham United        | 2               |
| 9      | Sophie Baggaley      | Brighton & Hove Albion | 2               |
| 9      | Ann-Katrin Berger    | Chelsea                | 2               |
| 9      | Sabrina D'Angelo     | Arsenal                | 2               |
| 9      | Daphne van Domselaar | Aston Villa            | 2               |
| 9      | Anna Leat            | Aston Villa            | 2               |
| 9      | Rebecca Spencer      | Tottenham Hotspur      | 2               |